# I Believe (песня DJ Khaled)
«I Believe» — сингл американского хип-хоп исполнителя DJ Khaled при участии актрисы и певицы Деми Ловато с саундтрека к фильму Излом времени (2018). Песня была написана исполнителями совместно с Денисией Эндрьюс и Бриттани Кони, продюсировал запись сам Khaled. Релиз трека состоялся 9 марта 2018 года на лейбле Epic Records, где он вышел в качестве третьего сингла с саундтрека.

## История
Деми Ловато впервые упомянула песню 20 февраля 2018 года в своём аккаунте в Твиттере, где вместе с отрывком из песни также написала: «Ааааа!! Я так взволнована, что наконец-то могу рассказать вам, что моя новая песня [«I Believe»] с [DJ Khaled] будет на саундтреке к фильму Disney [Wrinkle in Time]». 6 марта 2018 года превью музыкального видео дебютировало в телешоу Good Morning America.

## Отзывы
Песня получила положительные отзывы музыкальной критики и интернет-изданий: Rolling Stone, Uproxx, HotNewHipHop.

## Музыкальное видео
В музыкальном клипе песни Халед и Деми Ловато поют на фоне зелёного пейзажа, в золотом поле пшеницы, в тёмный лесу и на естественном фоне, окруженные пышной травой и синим небом. Ловато одета в красное платье, а Халед носит спортивный костюм.

## Участники записи
По данным Tidal.
- DJ Khaled — вокал, автор, продюсер
- Demi Lovato — вокал, автор
- Denisia Andrews — автор
- Brittany Coney — автор

## Чарты
| Чарт (2018)                       | Высшая позиция |
| --------------------------------- | -------------- |
| Израиль (Media Forest TV Airplay) | 4              |